# Juan Ramírez de Arellano
Juan Ramírez de Arellano, OP (falecido a 24 de março de 1609, em San Salvador, El Salvador) foi um prelado católico romano que serviu como bispo de Santiago da Guatemala (1600–1609).

## Biografia
Juan Ramírez de Arellano foi ordenado sacerdote na Ordem dos Pregadores. A 12 de maio de 1600, foi nomeado bispo de Santiago da Guatemala durante o papado do Papa Clemente VIII. No dia 25 de julho de 1600, no Convento de San Francisco el Grande em Madrid, foi consagrado bispo por Domenico Ginnasi, arcebispo de Manfredonia, com Juan Pedro González de Mendoza, bispo emérito de Lipari, e Martín Vasquez de Arce, bispo de Porto Rico, servindo como co-consagradores. Serviu como Bispo de Santiago da Guatemala até à sua morte a 24 de março de 1609.